# پیوند شعر و موسیقی آوازی
پیوند شعر و موسیقی آوازی عنوان کتابی از موسیقی‌دان ایرانی حسین دهلوی است. این کتاب که حاصل بیش از چهل سال پژوهشِ نویسنده است، برای نخستین بار در سال ۱۳۷۹ توسط مؤسسهٔ فرهنگی هنری ماهور به چاپ رسید. کتاب پیوند شعر و موسیقی آوازی در نوزدهمین دورهٔ جایزهٔ کتاب سال در سال ۱۳۷۹ جایزهٔ کتاب سال در بخش هنر را به خود اختصاص داد.

## نویسنده
حسین دهلوی، (زادهٔ ۱۳۰۶ – درگذشتهٔ ۱۳۹۸) موسیقی‌دان، آهنگساز و رهبر ارکستر اهل ایران بود. او آموزش موسیقی را از پنج سالگی نزد پدرش، «معزالدین دهلوی» که از شاگردان علی اکبر شهنازی بود، آغاز کرد و در ۹ سالگی با تشویق مادرش به ساز ویلن علاقه‌مند شد و به کلاس‌های ابوالحسن صبا راه یافت. او در هنرستان عالی موسیقی نزد حسین ناصحی و «هایمو تویبر» آهنگسازی را فرا گرفت و به شکل خصوصی از آموزش‌های توماس کریستین داوید نیز بهره‌مند شد. از جمله آثار او می‌توان به «باله بیژن و منیژه» و «سبکبال» اشاره نمود. وی در سومین همایش چهره‌های ماندگار در سال ۱۳۸۲ به عنوان «چهره ماندگار» معرفی شد.

## پیش‌گفتار
حسین دهلوی در بخشی از پیش‌گفتار کتاب پیوند شعر و موسیقی آوازی چنین نگاشته‌است:
«دیرزمانی بود که در کار تهیه و تدوین این کتاب بودم تا حاصل تجربه‌ها و یافته‌های خود را در زمینهٔ پیوند شعر و موسیقی آوازی به صورتی مکتوب و با توضیحات و مثال‌های لازم برای فرهنگ موسیقی کشور به یادگار بگذارم. به جرأت می‌توان گفت در شرایطی که هنوز موسیقی جایگاه علمی و هنری خود را نیافته‌است نمی‌توان انتظار داشت که موارد و بستر آن رشد لازم را داشته باشد. موضوع این کتاب از جمله مواردی است که در گذشته به درستی روی آن کار نشده‌است و نمونهٔ جامعی در اختیار نیست تا بتوان آن را الگو قرار داد و موارد بعدی را به آن افزود. اگر تلاشی هم شده باشد، دست تاریخ، ما را از گذشتگان دور کرده‌است به‌طوری که حتی عنوان این موضوع با باورهای بعضی از موسیقی‌دانان کشورمان غریبه است و برخی تصور می‌کنند شعر و کلام را به هر شکلی می‌توان برای موسیقی آوازی نوشت؛ غافل از این‌که پیوند شعر و موسیقی آوازی متکی بر اصولی است که ناشناخته مانده‌است و اگر تنی چند از دل سوختگان این هنر چنین درسی را در برنامهٔ هنرستان‌های موسیقی و در سال‌های اخیر در برنامه‌های درسی دانشکدهٔ موسیقی قرار نمی‌دادند، کسی از چند و چون آن تا این اندازه هم آگاه نبود.»

## محتوا
کتاب پیوند شعر و موسیقی آوازی شامل: پیش‌گفتار، سرآغاز، ۱۷ گفتار و کتاب‌نامه در ۲۴۰ صفحه نوشته شده‌است.

## عنوان گفتارها
گفتار یکم: روش‌های پیوند شعر و موسیقی آوازی
گفتار دوم: ریتم، حروف متحرک و ساکن، هجا، انواع هجا، مصوت مرکب، «ای» کوتاه، خلاصه
گفتار سوم: آوانویسی کلام و اشعار موسیقی آوازی، توضیحات
گفتار چهارم: برابریابی وزن کلام در موسیقی آوازی، برابریابی ریتم موسیقایی مواردی از گفتار پیشین، برابریابی ریتم کلماتی که با مصوت مرکب به‌کار می‌روند، نشانه‌های هجا، به‌کارگیری هجای کوتاه بجای هجای بلند، به‌کارگیری هجای بلند + کوتاه بجای هجای کشیده، یادآوری، کاربرد «ای» کوتاه در توالی کلمات، کاربرد کوتاهِ مصوت «او» در توالی کلمات
گفتار پنجم: میزان‌بندی ریتم اشعار کلاسیک فارسی، کاربرد میزان دو ضربی ترکیبی، چند نمونه در وزن‌های دیگر دوضربی ترکیبی، آمیزه‌ای از میزان 6
6 و 3
4، نمونه‌های دیگری از دوضربی ترکیبی، چند نمونه در وزن‌هایی نزدیک به ریتم موسیقایی پیشین
گفتار ششم: میزان‌بندی‌های مختلف برای یک شعر، اندکی پیچیدگی در ریتم و میزان‌بندی برخی اشعار، کاربرد سکوت، مستزاد، چند نمونه از ریتم‌های شعر کلاسیک فارسی
گفتار هفتم: تکیهٔ کلمه، روش به‌کارگیری تکیهٔ کلمات فارسی در نغمه‌های آوازی، تکیهٔ اصلی کلمات، جایگاه تکیه در توالی کلمات، تکیهٔ ملایم کلمات، کاربرد تکیهٔ ملایم کلمات در موارد مختلف
گفتار هشتم: چگونگی کاربرد تکیهٔ کلمات در جمله‌های آوازی، جابه‌جایی نادرست تکیهٔ کلمات شعر، نمونهٔ دیگری از جابه‌جایی نادرست تکیهٔ کلمات شعر، توصیه، اشاره به یک نکته
گفتار نهم: تأکید، روش به‌کارگیری تأکید در ملودی‌های آوازی، تکرار کلمه
گفتار دهم: موقعیت تکیهٔ کلمات در آواز گروهی
گفتار یازدهم: نگاهی به موسیقی آوازی کودکان
گفتار دوازدهم: مواردی دربارهٔ آواز و کلام
گفتار سیزدهم: سخت‌گفتاری برخی کلمات و حروف، حروف قریب‌المخرج
گفتار چهاردهم: هماهنگی موسیقی آوازی با مفهوم شعر
گفتار پانزدهم: غَلت (تحریر) در آواز ایرانی
گفتار شانزدهم: موسیقی آوازی و شعر نو، توصیه
گفتار هفدهم: یادآوری‌های گوناگون، نابرابری امتداد مصوت‌های معین، مصوت‌ها در زبان فارسی، ریتم‌های گفتاری برخی کلمات، حرف «ه» در پایان هجاهای ممتد، جدا شدن برخی از هجاها در کلمات، جایگاه شعر و آواز